# Photocryptus apicipennis
Photocryptus apicipennis là một loài tò vò trong họ Ichneumonidae.